# فینال لیگ قهرمانان کونکاکاف ۲۰۱۸
فینال لیگ قهرمانان کونکاکاف ۲۰۱۸ مسابقه نهایی لیگ قهرمانان کونکاکاف ۲۰۱۸ بود، مسابقات قهرمانی باشگاه‌های فوتبال در کونکاکاف، به نمایندگی از آمریکای شمالی، آمریکای مرکزی و کارائیب. نسخه ۲۰۱۸، دهمین دوره لیگ قهرمانان کونکاکاف با نام فعلی آن و اولین دوره از زمان سازماندهی مجدد آن به یک تورنمنت تک‌ساله بود.
فینال در یک مسابقه رفت و برگشتی بین تورنتو از کانادا و گوادالاخارا از مکزیک برگزار شد. بازی رفت در تاریخ ۲۷ آوریل ۲۰۱۸ در ورزشگاه بی‌ام‌او فیلد تورنتو برگزار شد، در حالی که بازی برگشت در تاریخ ۲۵ آوریل ۲۰۱۸ در ورزشگاه آکرون گوادالاخارا برگزار شد. گوادالاخارا پس از تساوی ۳–۳ در مجموع دو بازی، در ضربات پنالتی با نتیجه ۴–۲ پیروز شد. در نتیجه، آنها حق نمایندگی کونکاکاف در جام باشگاه‌های جهان ۲۰۱۸ را به دست آوردند و به مرحله دوم راه یافتند.

## تیم‌ها
در جدول زیر، فینال‌ها تا سال ۲۰۰۸ در دوره جام قهرمانان کونکاکاف و از سال ۲۰۰۹ در دوره لیگ قهرمانان کونکاکاف برگزار می‌شدند.
| تیم         | منطقه                | حضور قبلی در فینال (پررنگ به نشانه قهرمانی است) |
| ----------- | -------------------- | ----------------------------------------------- |
| تورنتو      | آمریکای شمالی (نافو) | اولین                                           |
| گوادالاخارا | آمریکای شمالی (نافو) | ۳ (۱۹۶۲, ۱۹۶۳, ۲۰۰۷)                            |

## ورزشگاه‌ها
ورزشگاه بی‌ام‌او فیلد تورنتو با ظرفیت ۳۰٬۰۰۰ نفر، میزبان بازی رفت فینال بود؛ این ورزشگاه در سال ۲۰۰۷ افتتاح و در سال ۲۰۱۶ بازسازی شد. بازی برگشت در گوادالاخارا در ورزشگاه آکرون برگزار شد که در سال ۲۰۱۰ افتتاح شد و ظرفیت آن ۴۸٬۰۷۱ نفر است. دو ورزشگاه میزبان فینال، کاندیدای میزبانی جام جهانی فوتبال ۲۰۲۶ نیز بودند که بین کانادا، مکزیک و ایالات متحده به اشتراک گذاشته شده بود، اگرچه در نهایت فقط ورزشگاه آکرون انتخاب شد.

## پیش زمینه
لیگ قهرمانان کونکاکاف در سال ۲۰۰۸ به عنوان مسابقات قهرمانی قاره‌ای برای باشگاه‌های فوتبال در آمریکای شمالی، آمریکای مرکزی و کارائیب تأسیس شد و جایگزین جام قهرمانان کونکاکاف گردید. در طول ۹ دوره اول خود، لیگ قهرمانان شامل یک مرحله گروهی در تابستان و پاییز و به دنبال آن یک مرحله حذفی در بهار بعدی بود. با شروع دوره ۲۰۱۸ این مسابقات، مرحله گروهی به عنوان لیگ کونکاکاف تغییر شکل داد و به تیم‌های آمریکای مرکزی و کارائیب محدود شد. لیگ قهرمانان به یک تورنمنت حذفی دوماهه بین تیم‌های آمریکای شمالی و تیم‌های بزرگ آمریکای مرکزی و همچنین برنده لیگ کونکاکاف خلاصه شد. تورنمنت حذفی در ابتدای فصل لیگ برتر فوتبال قرار می‌گیرد که برخلاف سایر لیگ‌های فوتبال، در یک برنامه تابستانی برگزار می‌شود.
تورنتو برای اولین بار در فینال حضور داشت و پس از مونترال ایمپکت که در سال ۲۰۱۵ نایب قهرمان شد، دومین تیم کانادایی بود که به فینال رسید. تنها چهار تیم از لیگ برتر فوتبال (سه تیم آمریکایی، یک تیم کانادایی) در پنج دوره موفق به رسیدن به فینال لیگ قهرمانان یا جام قهرمانان شده بودند. علاوه بر مونترال ایمپکت، ال‌ای گلکسی (در سال ۱۹۹۷) و رئال سالت لیک (در سال ۲۰۱۱) پیش از این در فینال شکست خورده بودند. دی‌سی یونایتد (در سال ۱۹۹۸) و ال‌ای گلکسی (در سال ۲۰۰۰) تنها دو تیم ام‌ال‌اس بودند که در دوران جام قهرمانان، قهرمان این رقابت‌ها شدند. از این پنج فینال، چهار فینال مقابل حریفان مکزیکی برگزار شد و تنها دی‌سی یونایتد توانست پیروز شود.
گوادالاخارا پیش از این در سه فینال حضور داشته است که همگی در دوران جام قهرمانان بوده‌اند. آنها در اولین دوره این مسابقات در سال ۱۹۶۲ به قهرمانی رسیدند و سال بعد پس از انصراف از فینال، در جایگاه دوم قرار گرفتند. گوادالاخارا ۴۴ سال بعد در سال ۲۰۰۷ در فینال بعدی خود حاضر شد و در ضربات پنالتی مغلوب پاچوکا، دیگر باشگاه مکزیکی، شد. تیم‌های مکزیکی با مجموع ۱۲ تیم که در مجموع ۳۳ عنوان قهرمانی کسب کرده‌اند، موفق‌ترین تیم‌ها در تاریخ لیگ قهرمانان/جام قهرمانان کونکاکاف بوده‌اند. تیم‌های مکزیکی از سال ۲۰۰۵ در تمام فینال‌ها حضور داشته‌اند و از سال ۲۰۰۶ در تمام تورنمنت‌ها پیروز بوده‌اند. در مجموع یازده فینال تمام‌مکزیکی برگزار شده است که همگی از سال ۲۰۰۲ به بعد بوده‌اند، از جمله دو فینال قبلی.

## مسیر تا فینال
نکته: در تمام نتایج زیر، امتیاز فینالیست ابتدا داده می‌شود (H: میزبان؛ A: مهمان).
| تورنتو       | تورنتو     | تورنتو   | تورنتو     | مرحله         | گوادالاخارا     | گوادالاخارا | گوادالاخارا | گوادالاخارا |
| ------------ | ---------- | -------- | ---------- | ------------- | --------------- | ----------- | ----------- | ----------- |
| حریف         | مجموع      | بازی رفت | بازی برگشت |               | حریف            | مجموع       | بازی رفت    | بازی برگشت  |
| کلرادو رپیدز | ۲–۰        | ۲–۰ (A)  | ۰–۰ (H)    | یک‌هشتم نهایی  | سیبائو          | ۷–۰         | ۲–۰ (A)     | ۵–۰ (H)     |
| اونال        | ۴–۴ (گ.ز.) | ۲–۱ (H)  | ۲–۳ (A)    | یک‌چهارم نهایی | سیاتل ساندرز    | ۳–۱         | ۰–۱ (A)     | ۳–۰ (H)     |
| آمریکا       | ۴–۲        | ۳–۱ (H)  | ۱–۱ (A)    | نیمه نهایی    | نیویورک رد بولز | ۱–۰         | ۱–۰ (H)     | ۰–۰ (A)     |

### تورنتو
تیم تورنتو به عنوان قهرمان مسابقات قهرمانی کانادا در سال‌های ۲۰۱۶ و ۲۰۱۷، به لیگ قهرمانان کونکاکاف ۲۰۱۸ راه یافت. در ابتدا قرار بود به دلیل تغییر ساختار لیگ قهرمانان، سهمیه حضور در این مسابقات از طریق یک بازی پلی‌آف در اوت ۲۰۱۷ بین برندگان دو تورنمنت در صورت قهرمانی تیم متفاوتی در هر دو دوره تعیین شود. تورنتو پیش از این در چهار دوره لیگ قهرمانان حضور داشته و در فصل ۱۲–۲۰۱۱ تا نیمه نهایی بالا آمده و در نهایت به سانتوس لاگونا، نایب قهرمان مسابقات، باخته است. این تیم همچنین در سال ۲۰۱۷ جام ام‌ال‌اس و ساپورترز شیلد را از آن خود کرد و اولین سه‌گانه داخلی ام‌ال‌اس را به دست آورد، اما از طریق هیچ‌کدام از این دو جام نتوانست به لیگ قهرمانان راه یابد، زیرا سهمیه حضور در این مسابقات برای تیمی از ایالات متحده تعیین شده بود. از قضا، مربی، کمک مربی و چندین بازیکن اصلی تورنتو قبلاً عضوی از چیواس یواس‌ای، یک تیم ام‌ال‌اس وابسته و کاملاً متعلق به گوادالاخارا، بودند.
تورنتو در گلدان ۱ قرار گرفت و در مرحله یک‌هشتم نهایی با دیگر باشگاه ام‌ال‌اس، کلرادو رپیدز، روبرو شد. تورنتو بازی رفت را در ۲۰ فوریه در کامرس سیتی، کلرادو، در سردترین مسابقه تاریخ تیم‌های ام‌ال‌اس، با دمای ۳ درجه فارنهایت (−۱۶ درجه سلسیوس) در شروع بازی و −۱۶ درجه فارنهایت (−۲۷ درجه سلسیوس) با سرمایش باد، با نتیجه ۲–۰ برد. این تیم با تساوی ۰–۰ در خانه در تورنتو، در مجموع با نتیجه ۲–۰ به مرحله یک‌چهارم نهایی راه یافت. تورنتو در مرحله یک‌چهارم نهایی با قهرمان مکزیک، تیگرس اونال بازی کرد و بازی خانگی را با گل دیرهنگام جاناتان اوسوریو ۲–۱ برد. این تیم در بازی برگشت ۲–۱ پیش افتاد، اما دو گل از آندره-پیر ژینیاک، پیروزی ۳–۲ و تساوی ۴–۴ را برای تیگرس به ارمغان آورد. تورنتو به دلیل گل‌های زده در خانه حریف به مرحله بعد راه یافت و به یکی از دو تیم ام‌ال‌اس تبدیل شد که به نیمه نهایی راه یافته‌اند.
تورنتو در تاریخ ۳ آوریل میزبان بازی رفت نیمه نهایی مقابل کلاب آمریکا بود و پس از دو گل بی‌پاسخ در دقایق ۴۴ و ۵۸، با نتیجه ۳–۱ پیروز شد. این مسابقه شامل یک درگیری بین بازیکنان تورنتو و آمریکا بود که در آن میگل هررا، سرمربی آمریکا، پلیس تورنتو را به حمله به بازیکنانش متهم کرد. تورنتو برای آماده شدن برای بازی خارج از خانه در ورزشگاه آزتکا در مکزیکوسیتی، یک بازی لیگ را به تعویق انداخت و چندین روز را صرف سازگاری با ارتفاع پاچوکا کرد. در بازی خارج از خانه، تورنتو در دقیقه ۱۲ از حریف پیش افتاد، اما آمریکا با یک پنالتی در آخرین لحظه بازی را به تساوی کشاند و نتیجه کلی را به ۴–۲ رساند. تورنتو پس از رئال سالت لیک در سال ۲۰۱۱ و مونترال ایمپکت در سال ۲۰۱۵، سومین تیم لیگ برتر فوتبال و دومین تیم کانادایی شد که به فینال لیگ قهرمانان راه یافت.

### گوادالاخارا
گوادالاخارا، که با نام چیواس نیز شناخته می‌شود، به عنوان قهرمان فصل آغازین ۲۰۱۷ در لیگ مکزیک، به لیگ قهرمانان کونکاکاف ۲۰۱۸ راه یافت. مسابقات ۲۰۱۸ دومین حضور این تیم در قالب فعلی لیگ قهرمانان بود، که در فصل ۱۳–۲۰۱۲ در مرحله گروهی به پایان رسیده بود. چیواس تحت هدایت ماتیاس آلمیدا، از سال ۲۰۱۵ به هفت فینال در مسابقات مختلف راه یافته است.
گوادالاخارا در مرحله یک‌هشتم نهایی با سیبائو، قهرمان جام باشگاه‌های کارائیب ۲۰۱۷، همگروه شد. این تیم به دلیل کنفرانس کشاورزان تنباکو که فضای خالی هتل را پر کرده بود، در پوئرتو پلاتا، تقریباً ۴۵ مایل (۷۲ کیلومتر) از ورزشگاه سانتیاگو د لوس کابایروس، اقامت داشت. گوادالاخارا بازی رفت را در جمهوری دومینیکن با نتیجه ۲–۰ و بازی برگشت را با نتیجه ۵–۰ برد. در مرحله یک‌چهارم نهایی، گوادالاخارا با سیاتل ساندرز از ام‌ال‌اس بازی کرد و بازی رفت را در سیاتل با نتیجه ۱–۰ واگذار کرد. بازی برگشت تا قبل از نیمه دوم بدون گل باقی ماند که با سه گل، چیواس به پیروزی ۳–۰ رسید. چیواس در نیمه نهایی با پیروزی ۱–۰ در مجموع مقابل نیویورک رد بولز به فینال راه یافت. ایساک بریزوئلا در بازی رفت که در گوادالاخارا برگزار شد، تک گل این سری از بازی‌ها را به ثمر رساند، در حالی که بازی برگشت در نیوجرسی بدون گل به پایان رسید.

## فرمت
فینال به صورت رفت و برگشت برگزار شد و تیمی که در مراحل قبلی عملکرد بهتری داشت، میزبان بازی برگشت بود.
اگر مجموع امتیازات بعد از بازی برگشت مساوی می‌شد، قانون گل زده در خانه حریف اعمال می‌شد و اگر همچنان مساوی بود، از ضربات پنالتی برای تعیین برنده استفاده می‌شد.

### رتبه‌بندی عملکرد
| رتبه | تیم         | بازی | برد | مساوی | باخت | گل زده | گل خورده | گل تفاضل | امتیاز | میزبان     |
| ---- | ----------- | ---- | --- | ----- | ---- | ------ | -------- | -------- | ------ | ---------- |
| ۱    | گوادالاخارا | ۶    | ۴   | ۱     | ۱    | ۱۱     | ۱        | ۱۰+      | ۱۳     | بازی برگشت |
| ۲    | تورنتو      | ۶    | ۳   | ۲     | ۱    | ۱۰     | ۶        | ۴+       | ۱۱     | بازی رفت   |

## پخش
هر دو مرحله فینال به زبان انگلیسی از طریق تی‌اس‌ان۲ در کانادا و به زبان اسپانیایی از طریق یونیویزن دپورتس در ایالات متحده پخش شد، جایی که از طریق ایستگاه خواهر آن اونی‌ماس نیز پخش شد. فاکس اسپورتس در مکزیک و بقیه آمریکای لاتین پخش شد. گو۹۰ همچنین بازی‌ها را به زبان انگلیسی در ایالات متحده پخش کرد.

## مسابقات

### بازی رفت

#### خلاصه
بازی رفت در ۱۷ آوریل در ورزشگاه بی‌ام‌او فیلد تورنتو برگزار شد، جایی که دمای شروع بازی ۱ درجه سلسیوس (۳۴ درجه فارنهایت) بود و بارش برف در طول مسابقه ادامه داشت. پیش از مسابقه، جام جدید لیگ قهرمانان توسط مقامات کونکاکاف رونمایی شد.
چیواس در دقیقه دوم با گلی که رودولفو پیسارو به ثمر رساند، در جریان حمله‌ای که از پرتاب اوت ایساک بریزوئلا، که پاس گل پیسارو را داد، آغاز شد، پیش افتاد. جاناتان اوسوریو، بازیکن تورنتو، در دقیقه ۱۹ گل تساوی را به ثمر رساند و حمله‌ای را که مارک دلگادو در عمق خط میانی آغاز کرده بود، به پایان رساند. تورنتو تا پایان نیمه اول کنترل مالکیت توپ و موقعیت‌های شوت‌زنی را در دست داشت، اما پس از دو سیو توسط میگل خیمنز، دروازه‌بان ذخیره چیواس، نتوانست گلی به ثمر برساند. در طول نیمه اول، جوزی التیدور، بازیکن تورنتو، چندین بار در زمین استفراغ کرد - علت آن طبق گزارش‌ها «میکروب معده» بود که چندین بازیکن تورنتو در نیمه نهایی مقابل آمریکا دریافت کردند. چیواس در نیمه دوم تا حدی کنترل مسابقه را به دست گرفت و حملات خود را با تورنتو به‌طور متناوب انجام داد، زیرا هر دو تیم به دنبال پیش افتادن بودند. چیواس گل پیروزی مسابقه را در دقیقه ۷۲ روی یک ضربه آزاد توسط آلن پولیدو به ثمر رساند، که توسط دروازه‌بان الکس بونو اشتباه خوانده شد و در نهایت به سمت دروازه رفت. تورنتو در حملات بعدی خود نتوانست گلی به ثمر برساند، که شامل یک پنالتی بدون اعلام قبلی به دلیل خطای ادعایی روی سباستین جووینکو نیز می‌شد.

#### جزئیات
| تورنتو        | ۱–۲   | گوادالاخارا              |
| ------------- | ----- | ------------------------ |
| - اوسوریو ۱۹' | گزارش | - پیسارو ۲' - پولیدو ۷۲' |

| تورنتو | گوادالاخارا |

| GK            | ۲۵ | الکس بونو        |  |     |
| CB            | ۹  | گرگوری فن در ویل |  |     |
| CB            | ۳  | درو مور          |  |     |
| CB            | ۲۳ | کریس ماوینگا     |  | '46 |
| RM            | ۹۶ | اورو جونیور      |  |     |
| CM            | ۱۸ | مارک دلگادو      |  | '81 |
| CM            | ۴  | مایکل بردلی (ک)  |  |     |
| CM            | ۲۱ | جاناتان اوسوریو  |  |     |
| LM            | ۵  | اشتون مورگان     |  | '67 |
| CF            | ۱۷ | جوزی التیدور     |  |     |
| CF            | ۱۰ | سباستین جووینکو  |  |     |
| نیمکت نشینان: |    |                  |  |     |
| GK            | ۱  | کلینت اروین      |  |     |
| DF            | ۲  | جاستین مورو      |  | '67 |
| DF            | ۱۵ | اریک زاوالتا     |  | '46 |
| MF            | ۸  | ایگر ایکتکسی     |  | '81 |
| MF            | ۲۶ | نیکولاس هاسلر    |  |     |
| FW            | ۲۲ | جردن همیلتون     |  |     |
| FW            | ۸۷ | توسین ریکتس      |  |     |
| سرمربی:       |    |                  |  |     |
| گرگ ونی       |    |                  |  |     |

| GK            | ۳۴ | میگل خیمنز         |     |       |
| RB            | ۱۱ | ایساک بریزوئلا     | '64 |       |
| CB            | ۳  | کارلوس سالسیدو (ک) |     |       |
| CB            | ۲  | اوسوالدو آلانیس    |     |       |
| LB            | ۸۸ | آلخاندرو مایورگا   |     | '71   |
| CM            | ۷  | اوربلین پیندا      |     |       |
| CM            | ۲۵ | مایکل پرس          |     |       |
| RW            | ۲۴ | کارلوس سیسنروس     |     |       |
| AM            | ۹  | آلن پولیدو         |     | '90+4 |
| LW            | ۲۰ | رودولفو پیسارو     |     |       |
| CF            | ۸۹ | خسوس گودینز        |     | '77   |
| نیمکت نشینان: |    |                    |     |       |
| GK            | ۱  | آنتونیو رودریگس    |     |       |
| DF            | ۲۸ | میگل باسولتو       |     |       |
| MF            | ۱۰ | خاویر لوپز         |     | '71   |
| MF            | ۱۳ | گائل ساندووال      |     |       |
| MF            | ۲۳ | فرناندو بلتران     |     |       |
| FW            | ۱۴ | آنخل زالدیوار      |     | '77   |
| FW            | ۱۸ | خوزه ماسیاس        |     | '90+4 |
| سرمربی:       |    |                    |     |       |
| ماتیاس آلمیدا |    |                    |     |       |

| بهترین بازیکن بازی: رودولفو پیسارو (گوادالاخارا) کمک داوران: خوان کارلوس مورا (کاستاریکا) اینزلی روچارد (ترینیداد و توباگو) داور چهارم: سعید مارتینز (هندوراس) | قوانین مسابقه - ۹۰ دقیقه - هفت جایگزین نام برده شده، که تا سه نفر از آنها می‌توانند مورد استفاده قرار گیرند. |

#### آمار
| آمار          | تورنتو | گوادالاخارا |
| ------------- | ------ | ----------- |
| گل زده شده    | ۱      | ۲           |
| شوت           | ۱۹     | ۱۵          |
| شوت در چارچوب | ۱۳     | ۷           |
| سیو           | ۵      | ۱۲          |
| مالکیت توپ    | ۵۲٪    | ۴۸٪         |
| ضربات کرنر    | ۱۱     | ۴           |
| خطا           | ۱۱     | ۱۵          |
| آفساید        | ۱      | ۴           |
| کارت زرد      | ۰      | ۱           |
| کارت قرمز     | ۰      | ۰           |

### بازی برگشت

#### خلاصه
بازی برگشت در ۲۵ آوریل در ورزشگاه آکرون در گوادالاخارا برگزار شد. تورنتو به دلیل مصدومیت، چند هافبک را در نقش‌های دفاعی به میدان فرستاد، از جمله کاپیتان مایکل بردلی و مدافع راست گرگوری فن در ویل؛ ویکتور واتزکز، هافبک، از مصدومیت بازگشت تا مسابقه را آغاز کند. چیواس با گلی که اوربلین پیندا در دقیقه ۱۹ به ثمر رساند، برتری خود را در مجموع به ۳–۱ افزایش داد. تورنتو با دو گل در دقایق ۲۵ و ۴۴ توسط جوزی آلتیدور و سباستین جووینکو پاسخ داد و بازی را در مجموع مساوی کرد. برتری ۲–۱ تورنتو تا پایان نیمه دوم ادامه داشت، با وجود موقعیت‌هایی از هر دو تیم، از جمله یک شوت از دست رفته توسط مارک دلگادو از تورنتو. فینال در ضربات پنالتی تعیین شد که پس از چهار دور، گوادالاخارا با نتیجه ۴–۲ پیروز شد. هر چهار پنالتی‌زن چیواس گل زدند، در حالی که جاناتان اوسوریو و مایکل بردلی از تورنتو هر دو پنالتی‌هایشان را از دست دادند.

#### جزئیات
| گوادالاخارا                           | ۱–۲   | تورنتو                               |
| ------------------------------------- | ----- | ------------------------------------ |
| - پیندا ۱۹'                           | گزارش | - التیدور ۲۵' - جووینکو ۴۴'          |
| ضربات پنالتی                          |       |                                      |
| - آلانیس - گودینز - پولیدو - زالدیوار | ۴–۲   | - جووینکو - اوسوریو - دلگادو - بردلی |

| گوادالاخارا | تورنتو |

| GK            | ۳۰ | رودولفو کوتا       |  |     |
| RB            | ۱۱ | ایساک بریزوئلا     |  | '68 |
| CB            | ۴  | خایر پریرا         |  |     |
| CB            | ۲  | اوسوالدو آلانیس    |  |     |
| LB            | ۶  | ادوین هرناندز      |  |     |
| CM            | ۳  | کارلوس سالسیدو (ک) |  | '55 |
| CM            | ۲۵ | مایکل پرس          |  | '68 |
| RW            | ۲۴ | کارلوس سیسنروس     |  |     |
| AM            | ۷  | اوربلین پیندا      |  |     |
| LW            | ۲۰ | رودولفو پیسارو     |  |     |
| CF            | ۹  | آلن پولیدو         |  |     |
| نیمکت نشینان: |    |                    |  |     |
| GK            | ۳۴ | میگل خیمنز         |  |     |
| DF            | ۲۸ | میگل باسولتو       |  |     |
| MF            | ۱۰ | خاویر لوپز         |  | '68 |
| MF            | ۱۳ | گائل ساندووال      |  |     |
| MF            | ۲۳ | فرناندو بلتران     |  |     |
| FW            | ۱۴ | آنخل زالدیوار      |  | '68 |
| FW            | ۸۹ | خسوس گودینز        |  | '55 |
| سرمربی:       |    |                    |  |     |
| ماتیاس آلمیدا |    |                    |  |     |

| GK            | ۲۵ | الکس بونو        |     |     |
| RB            | ۹۶ | اورو جونیور      | '84 |     |
| CB            | ۹  | گرگوری فن در ویل |     |     |
| CB            | ۴  | مایکل بردلی (ک)  |     |     |
| LB            | ۵  | اشتون مورگان     |     |     |
| RM            | ۲۶ | نیکولاس هاسلر    |     | '57 |
| CM            | ۱۸ | مارک دلگادو      |     |     |
| CM            | ۲۱ | جاناتان اوسوریو  |     |     |
| LM            | ۷  | ویکتور واتزکز    |     | '71 |
| CF            | ۱۷ | جوزی التیدور     |     | '85 |
| CF            | ۱۰ | سباستین جووینکو  | '43 |     |
| نیمکت نشینان: |    |                  |     |     |
| GK            | ۱  | کلینت اروین      |     |     |
| DF            | ۱۵ | اریک زاوالتا     |     |     |
| MF            | ۸  | ایگر ایکتکسی     |     | '85 |
| MF            | ۱۴ | جی چپمن          |     | '71 |
| MF            | ۵۴ | رایان تلفر       |     |     |
| FW            | ۲۲ | جردن همیلتون     |     | '57 |
| FW            | ۸۷ | توسین ریکتس      |     |     |
| سرمربی:       |    |                  |     |     |
| گرگ ونی       |    |                  |     |     |

| بهترین بازیکن بازی: رودولفو کوتا (گوادالاخارا) کمک داوران: گرسون لوپز (گواتمالا) کریستین رامیرز (گواتمالا) داور چهارم: کیمبل وارد (سنت کیتس و نویس) | قوانین بازی - ۹۰ دقیقه - در صورت تساوی در مجموع گل‌ها و گل‌های زده در خانه حریف، ضربات پنالتی. - هفت جایگزین نام برده شده، که تا سه نفر از آنها می‌توانند مورد استفاده قرار گیرند. |

#### آمار
| آمار          | گوادالاخارا | تورنتو |
| ------------- | ----------- | ------ |
| گل زده شده    | ۱           | ۲      |
| شوت           | ۲۳          | ۹      |
| شوت در چارچوب | ۸           | ۳      |
| سیو           | ۱           | ۷      |
| مالکیت توپ    | ۵۵٪         | ۴۵٪    |
| ضربات کرنر    | ۶           | ۴      |
| خطا           | ۹           | ۱۶     |
| آفساید        | ۱           | ۰      |
| کارت زرد      | ۰           | ۲      |
| کارت قرمز     | ۰           | ۰      |

## بعد از مسابقه
قهرمانی گوادالاخارا سیزدهمین قهرمانی متوالی یک تیم مکزیکی در لیگ قهرمانان یا جام قهرمانان بود. در نتیجه، گوادالاخارا به عنوان نماینده کونکاکاف به جام باشگاه‌های جهان ۲۰۱۸ راه یافت.
جاناتان اوسوریو و سباستین جووینکو از تیم تورنتو به ترتیب کفش طلایی و توپ طلایی مسابقات را از آن خود کردند. رودولفو کوتا و رودولفو پیسارو از تیم گوادالاخارا به ترتیب دستکش طلایی و بهترین بازیکن جوان مسابقات را از آن خود کردند.